# Eletronet
A Eletronet é uma empresa do setor de telecomunicações que atua que atua no segmento de infraestrutura de redes de fibra ópticas. Oferece serviços de telecomunicações de rede neutra, como transporte de dados para provedores de internet e operadoras. 
Foi criada pelo governo federal em 1999 para administrar a rede de fibras ópticas das subsidiárias da Eletrobrás. Opera uma rede nacional de fibra óptica com mais de 17 mil km em 18 Estados do Brasil, integrada às redes de transmissão de energia elétrica.

## Histórico
Pouco depois de criada, o governo federal leiloou 51% das ações ao grupo AES. Os 49% ficam com as subsidiárias elétricas, reunidas na Lightpar. Em 2002, a Lightpar, considerando que a AES não cumpriu totalmente sua obrigação contratual quanto aos investimentos na rede, assume o controle da Eletronet, seguindo o acordo de acionistas.
Em 2003, diante do endividamento da companhia e das perspectivas de mercado, a Lightpar pede a autofalência da Eletronet. A AES decide sair da companhia em 2004, e vende sua participação integral à Contem Canada, que, em 2006, acaba vendendo metade de sua participação (cerca de 25%) à offshore Star Overseas, sediada nas Ilhas Virgens Britânicas.
O empresário, dono da Star Overseas, desembolsa R$ 1. Em tese, a Contem estava apenas dividindo com alguém o endividamento da empresa. As subsidiárias da Eletrobrás, que estavam utilizando a rede como cedentes, pedem na Justiça a posse das fibras óticas e a rescisão do contrato que cede à Eletronet o direito de uso dos cabos de fibra óptica. A alegação foi de que o estatuto da Eletronet previa a posse, pois elas concordaram em ceder sua infraestrutura de transmissão de energia para a montagem dos cabos. Os credores da Eletronet, capitaneados por Alcatel-Lucent e Furukawa, recorrem, querendo a rede para cobrir o passivo.

## O caso Eletronet
Em 23 de fevereiro de 2010, o jornal Folha de S.Paulo revelou que o ex-ministro da casa civil do governo Lula, José Dirceu, recebeu a quantia de R$ 620 mil à título de consultoria da empresa Star Overseas, companhia com sede nas Ilhas Virgens Britânicas mas pertencente a um brasileiro e um dos atuais proprietários da falida rede Eletronet. Uma eventual incorporação da Eletronet pela Telebrás renderia para esse proprietário uma fortuna em torno de R$ 200 milhões, mesmo tendo pago por 25,5% da rede ao controlador canadense o valor simbólico de R$ 1, em troca de assumir solidariamente dívidas totais que chegam a quase R$ 1 bilhão. Caso a Telebrás fique com a Eletronet, essa dívida poderá ter que ser arcada pelo governo federal.
No dia 24 de Fevereiro de 2010, em matéria publicado no Estadão, ficou-se sabendo que NSe a empresa de telefonia Oi estavam em negociação para transferir a rede de fibras ópticas por um valor de 200 milhões. Caso fosse concluída a negociação, receberia uma quantia entre R$ 20 milhões à R$ 50 milhões de reais segundo a reportagem, sendo restante dos 200 milhões usados para o pagamento dos credores, que na época mostraram interesse em receber apenas parte do que cobravam em dívidas. Porém, o governo vetou a negociação, pois já tinha pretensão de assumir a rede para uso em seu plano de reativação da Telebrás. Como o Estado detém 49% das ações da Eletronet, sem sua concordância o negócio não evoluiu, frustrando as intenções de NS, da Oi e dos credores.
Em contra partida, o governo sustenta que não haverá como NS, receber qualquer quantia por sua sociedade na Eletronet, já que o governo pretende tomar para sí apenas rede de 16 mil quilômetros de fibras ópticas, que cobrem 18 Estados, e não a massa falida. A Justiça do Rio de Janeiro, que tem a posse legal da massa falida da Eletronet, solicitou do governo um depósito caução de 270 milhões de reais para que o mesmo possa tomar posse, provisoriamente, da rede de cabos. O fato porém, da argumentação dos credores de que a Eletronet é uma empresa pública e por isso não poderia ter pedido "autofalência" através da subsidiária LightPar, da Eletrobras, reforça a tese de que NS pode ser beneficiado com o processo, já que com a reversão da falência - caso a tese vingue junto ao judiciário - passaria a ser sócio de empresa sanada financeiramente pelo governo.

## Encerramento da falência da Eletronet
A Eletrobras comunicou no dia 7 de abril de 2016 que a juíza da 5ª Vara Empresarial do Rio de Janeiro decretou o encerramento da falência da Eletronet. Com isso, a empresa foi devolvida para seus acionistas, a LT Bandeirante Empreendimentos e a Eletrobras Participações (Eletropar), com celebração de acordos a serem cumpridos nos anos seguintes.
Em dezembro de 2024, a Eletrobras comprou a participação da LT Bandeirante e se tornou a única acionista da Eletronet.

## Estrutura e negócios
A rede nacional de fibra óptica da Eletronet tem mais de 17 mil km, percorrendo 18 Estados do Brasil, estando integrada às redes de transmissão de energia elétrica, operando uma rede neutra. A empresa utiliza a tecnologia OPGW (Optical Ground Wire ou fio de aterramento óptico).

A Eletronet oferece serviços de Transporte de Dados e Trânsito IP de alta velocidade em longa distância para operadoras de telecomunicações e provedores de internet, além de serviços agregados.